# Eusebius van Nicomedia
Eusebius van Nicomedia (overleden 341) was de man die Constantijn de Grote doopte. Hij was (ariaanse) bisschop van Berytus (het tegenwoordige Beiroet) in Fenicië. Daarna werd hij bisschop van Nicomedia, waar het keizerlijk hof verbleef. Van 338 tot aan zijn dood was hij bisschop van Constantinopel.